# Fouilloy, Somme
Fouilloy är en kommun i departementet Somme i regionen Hauts-de-France i norra Frankrike. Kommunen ligger i kantonen Corbie som tillhör arrondissementet Amiens. År 2022 hade Fouilloy 1 762 invånare.

## Befolkningsutveckling
Antalet invånare i kommunen Fouilloy
| Referens: INSEE |